# Hugo Grimm (Schauspieler)
Hubertus „Hugo“ Grimm (* 8. Januar 1980 in Ndanda, Tansania) ist ein deutscher Schauspieler.

## Ausbildung und Anfänge
Seine Schauspielausbildung absolvierte Grimm von 2000 bis 2004 an der Staatlichen Hochschule für Musik und Darstellende Kunst in Stuttgart. Während dieser Zeit spielte er erste Rollen am Staatstheater Stuttgart. Nach dem erfolgreich abgeschlossenen Studium engagierte ihn das Alte Schauspielhaus Stuttgart. Dort stand er unter anderem in Kabale und Liebe als Hofmarschall von Kalb und in Die Mausefalle als Sergeant Trotter auf der Bühne. Zudem zeichnete der Freundeskreis des Alten Schauspielhauses Stuttgart Grimm 2006 mit dem Nachwuchsförderpreis aus. Neben seiner Bühnentätigkeit wirkte Grimm auch in Hörspielen, Radiofeatures und Kurzfilmen mit. Erste Fernseherfahrungen sammelte er mit Nebenrollen in der Serie Im Namen des Gesetzes und in dem Spielfilm Noch einmal zwanzig sein.

## Fernsehen
Mit seiner Darstellung des charmanten, einfühlsamen und frechen Marketingchefs Ben Petersen wurde Grimm 2006/2007 in der ZDF-Serie Wege zum Glück einer breiten Öffentlichkeit bekannt.
Von einer ganz anderen Seite lernte das Publikum Grimm 2008 in seiner Hauptrolle als Neurotiker Peter Kranz in dem Prime-Time-Thriller Tod aus der Tiefe (ProSieben) kennen. Gemeinsam mit Lavinia Wilson und Fahri Ogün Yardim löste er als Vertreter des Umweltbundesamtes das Rätsel um das mysteriöse Sterben am Meer. Als Paul Gassner, Rechtsanwalt mit Sinn für Gerechtigkeit und die schönen Dinge des Lebens, leistete Grimm in der ARD-Komödie Die Dienstagsfrauen den pilgernden Freundinnen rund um Ulrike Kriener auf dem Weg nach Lourdes Gesellschaft (2010). Im gleichen Jahr drehte er an der Seite von Isabell Gerschke eine Hauptrolle in Aus Liebe zu dir (ARD). Als frischgebackener Vater musste er erfahren, dass Glück und Tragödie in einer Familie nur einen Hauch voneinander entfernt sind. 2014 bildete Grimm in dem ZDF-Film Ein Sommer im Burgenland mit Hannelore Elsner ein starkes Mutter-Sohn-Gespann auf der Suche nach der eigenen Vergangenheit und dem richtigen Weg in die Zukunft.
Neben weiteren Filmprojekten übernahm Grimm 2009 die mehrwöchige Gastrolle des sympathischen und skrupellosen Geschäftsmannes Dr. Philipp Hahn in der SAT1-Serie Anna und die Liebe. 2011 stand er mehrere Monate im Hauptcast als Padre Jan Brandner gemeinsam mit Nina Bott für die Serie Verbotene Liebe (ARD) auf Mallorca vor der Kamera.
Außerdem war Grimm in diversen Episoden-Rollen im Fernsehen zu sehen. Unter anderem stellte er sich als Politik-Bösewicht dem Verhör von Henning Baum in der Sat.1-Serie Der letzte Bulle (2010). Bei den Ermittlern von Heiter bis tödlich: Fuchs und Gans sorgte er als LKA-Beamter, der sich als Täter entpuppte, für Verwirrung (2012). In Weimar trat Grimm als ignoranter Opernmanager in Heiter bis tödlich: Akte Ex auf (2014). Für die SOKO Wismar übernahm er 2016 die Rolle des distinguierten Adligen Ben von Seelow, der aufgrund seiner drohenden Pleite ins Visier der Ermittler geriet. Zudem hatte er 2015 einen Auftritt in der ZDF-Serie Bettys Diagnose mit einer unter die Haut gehenden Lebensbeichte.

## Theater
Nachdem Grimm sich einige Jahre auf die Fernsehtätigkeit konzentriert hatte, trat er 2010 als Richard in Harold Pinters Der Liebhaber erstmals wieder im Theater auf. 2013 war er als Banker Mark in der bösen Komödie Konkursmasse – Wer betrügt wen am besten? von Peter Buchholz im Schlossparktheater in Berlin zu Gast. Mit der 2-Personen-Bühnenversion von Das Lächeln der Frauen nach dem Roman von Nicolas Barreau war Grimm 2015–2017 ebenso deutschlandweit auf Theatertournee wie 2016 mit der spritzigen Weihnachtskomödie Rosa Wolken von Folke Braband.
Bis Februar 2017 war der Schauspieler unter seinem Geburtsnamen Hubertus Grimm tätig. Seitdem tritt er unter seinem Künstlernamen Hugo Grimm in der Öffentlichkeit auf.
Grimm ist Mitglied im Bundesverband Schauspiel (BFFS).

## Privates
Von Sommer 2009 bis Sommer 2017 war Grimm mit seiner Schauspielkollegin Birte Wentzek liiert und hat mit ihr ein Kind (* 2014). Im Herbst 2017 gab Wentzek ihre Trennung bekannt.

## Filmografie
- 2002: Die Rose und die Lilie (Kurzfilm)
- 2003: The Four Suspects (Kurzfilm)
- 2003: Woyzeck – Opernsterben (Kurzfilm)
- 2004: Malin Bay (Kurzfilm)
- 2004: Saturnia (Kurzfilm)
- 2004: Weihnachten 1914 (Kurzfilm)
- 2005: Im Namen des Gesetzes (Fernsehserie, Folge Hardliner)
- 2005: Noch einmal Zwanzig sein
- 2006–2007: Wege zum Glück (Fernsehserie, Folge 239–500 / 262 Folgen)
- 2007: Express (Kurzfilm)
- 2007: Er sucht sie (Kurzfilm)
- 2007: Küstenwache (Fernsehserie, Folge Totgeliebt)
- 2008: Nora und die Liebe (Kurzfilm)
- 2008: Liebe, Babys und ein großes Herz III – Neue Wege
- 2008: Rosamunde Pilcher – Gezeiten der Liebe
- 2008: Tod aus der Tiefe
- 2008: Lasko – Die Faust Gottes (Fernsehserie, Folge Der Ölprinz)
- 2009: Unser Charly (Fernsehserie, Folge Ehrlich währt am längsten)
- 2009: Water under the bridge (Kurzfilm)
- 2009: Anna und die Liebe (Fernsehserie, Folge 167–190 / 24 Folgen)
- 2009: Der große Stromausfall
- 2010: Die Dienstagsfrauen
- 2010: Der letzte Bulle (Fernsehserie, Folge Camping für Anfänger)
- 2010: Aus Liebe zu dir
- 2011: Verbotene Liebe (Fernsehserie, Folge 3867–4000 / 134 Folgen)
- 2011: Rosamunde Pilcher – Das Geheimnis der weißen Taube
- 2012: Heiter bis tödlich: Fuchs und Gans (Fernsehserie, Folge Zwilling im Vollmond)
- 2012: Unterwegs mit Elsa
- 2012: Heiter bis tödlich: Zwischen den Zeilen (Fernsehserie, Folge Elvis lebt)
- 2013: SOKO Leipzig (Fernsehserie, Folge Dornröschen)
- 2014: Meine Mutter, meine Männer
- 2014: Das Traumschiff (Fernsehserie, Folge Kanada)
- 2014: Heiter bis tödlich: Akte Ex (Fernsehserie, Folge Abgesang)
- 2014: Ein Sommer im Burgenland
- 2015: SOKO Köln (Fernsehserie, Folge Tod durch Ertrinken)
- 2015: Bettys Diagnose (Fernsehserie, Folge Herzensangelegenheiten)
- 2015: Kreuzfahrt ins Glück (Fernsehserie, Folge Schlösser der Loire)
- 2016: SOKO Wismar (Fernsehserie, Folge Der Eisfürst)
- 2016: Ein Fall für zwei (Fernsehserie, Folge Das Apartment)
- 2016: Lena Lorenz (Fernsehserie, Folge Mütter)
- 2017: Tierärztin Dr. Mertens (Fernsehserie, ARD)
- 2018: In aller Freundschaft – Die jungen Ärzte (Fernsehserie, Folge Lernen und lernen lassen)
- 2019: Der Lehrer (Fernsehserie, Folge Kleiner Tipp, werd’ besser ’n besserer Lügner … !)
- 2019: Letzte Spur Berlin (Fernsehserie, ZDF)
- 2019: Pink Puzzle (Spielfilm, NDR)
- 2019: Das Damengambit (Miniserie, Netflix)
- 2021: Gute Zeiten, schlechte Zeiten
- 2022: In aller Freundschaft (Fernsehserie, Folge Verantwortungsvoll)

## Theatrografie
- 2002: Baudelaire
- 2003: Drei Schwestern
- 2003: Cyrano de Bergerac
- 2003–2004: Baal
- 2004: Liza – Am letzten Abend bauchfrei
- 2004: Biografie – Ein Spiel
- 2005: Clavigo
- 2005: Kabale und Liebe
- 2005–2006: Die Mausefalle
- 2006: Escape
- 2010: Der Liebhaber
- 2013: Konkursmasse
- 2015–2018: Das Lächeln der Frauen (Tournee)
- 2016: Rosa Wolken (Tournee)